# Amanda Bynes
Amanda Laura Bynes (født 3. april 1986 i Thousand Oaks, Californien) er en amerikansk skuespiller og komiker. Fra 2002 til 2006 medvirkede hun i What I Like About You. Bynes har desuden medvirket i flere film, bl.a. What a Girl Wants (2003), She's the Man (2006), Hairspray (2007), Sydney White (2007) og Easy A (2010).
Efter flere bøder for at køre for hurtigt i 2012 blev Bynes arresteret i maj 2013 for så at få bøder i forbindelse med besiddelse af marihuana og blev placeret under et ufrivilligt psykiatrisk tilhold to måneder senere.[kilde mangler]

## Filmografi

### Spillefilm
- Big Fat Liar (2002)
- Willys Store Eventyr - Grisen, der fik lov at leve 2 (2003)
- What a Girl Wants (2003)
- Robots (2005)
- Lovewrecked (2005)
- She's the Man (2006)
- Hairspray (2007)
- Sydney White (2007)
- Living Proof (2008)
- Canned (2009)
- Easy A (2010)

### Tv-serier
- All That (1996-2002)
- What I Like About You (2002-2006)